# Charnas
Charnas – miejscowość i gmina we Francji, w regionie Owernia-Rodan-Alpy, w departamencie Ardèche.
Według danych na rok 1990 gminę zamieszkiwało 369 osób, a gęstość zaludnienia wynosiła 68 osób/km² (wśród 2880 gmin regionu Rodan-Alpy Charnas plasuje się na 1263. miejscu pod względem liczby ludności, natomiast pod względem powierzchni na miejscu 1483.).